# Tayshaun Prince
Tayshaun Durell Prince (født 28. februar 1980, i Compton, Californien) er en amerikansk tidligere basketballspiller og nuværende basketballleder. Som aktiv spillede han i størstedelen af sin karriere som small forward i NBA-klubben Detroit Pistons. 

## Klubkarriere
Prince blev draftet til Detroit Pistons i 2002, og i 2004 var han en del af det Pistons-hold der sikrede sig NBA-titlen. Han var kendt for sit fantastiske forsvar, som var en stor faktor i NBA-finalerne det år, da han dækkede Kobe Bryant. 
Efter tolv sæsoner i Detroit havde han to sæsoner i Memphis Grizzlies, inden han havde korte ophold i Boston Celtics, Detroit Pistons (igen), inden han afsluttede sin karriere hos Minnesota Timberwolves. Han indstillede karrieren i foråret 2016.

## Landshold
Prince repræsenterede i 2006 det amerikanske landshold ved VM i Japan, hvor holdet vandt bronzemedaljer. Derpå var han han igen var med på holdet til OL 2008 i Beijing. Med Kobe Bryant, Dwyane Wade og LeBron James i spidsen vandt amerikanerne den indledende pulje stensikkert. I kvartfinalen blev det sikker sejr over Australien, i semifinalen over Argentina, og i finalen sikrede amerikanerne sig guldet med sejr på 118-107 over verdensmestrene fra Spanien, der dermed fik sølv, mens Argentina fik bronze.